# 美國手語
美國手語（英語：American Sign Language）是美國、加拿大英語地區及墨西哥部分地區最常用的手語。一如其他手語，美國手語的文法和語法都和當地的口語不盡相同。目前還沒有可靠的調查，證實美國手語的母語使用人口；一般估計在二十萬至二百萬人之間。
美國手語在菲律賓、马来西亚、
新加坡、香港、象牙海岸、布吉納法索、迦納、多哥、貝寧、尼日利亞、乍得、加蓬、剛果民主共和國、中非共和國、毛里塔尼亞、肯雅、馬達加斯加及辛巴威等地也有使用者。

## 歷史
如世界大部分國家，美國的健聽家庭裡的失聰小孩往往會用自發的家庭手勢做簡單交流；不過今天美國的中學及大學，很多都開辦美國手語課程。美國手語是一種有別於英語的語言──它有自己的語法及文法，並有自己獨有的文化。現代美國手語的起源取決於各種歷史因素和事件，其中包括了聾人教育、北美洲原住民族所用的手勢、麻薩諸塞州裡一個小島的獨特情況、一位嘗試教導一名失聰女孩的教士、當然還少不了本身使用手語的聾人的創意與智慧。
義大利於17世紀開始使用標準手語，而法國也於18世紀開始使用；這些標準手語為聾人教育訂下了基礎。古法國手語是由一位住在巴黎，名叫 Charles-Michel de l'Epée 的修道院院長開發，在他的聾人學校裡使用。這些標準手語都是根據當地聾人一直使用的自然手語作為藍本，再配合當地口語的文法特色發展而成。
美州印地安人使用平地印地安人手語作為族與族之間的溝通語言，這種手語對美國手語的影響暫未可知。
18世紀時，在麻薩諸塞州對開海域，瑪莎葡萄園島上，由於創始效應以及該島離岸之故，聾人人口比例遠超於美國本土的水平；許多家庭都有失聰成員，因此瑪莎葡萄園手語成為該島上無人不知的語言。當時的情況，讓島上幾乎所有人都能從小輕易習得手語。
公理會教士及聾人教育者湯瑪斯·霍金斯·高立德被公認為將手語於北美洲發揚光大的第一人。當時在一位失聰少女 Alice Cogswell 的父親懇求下，高立德開始調查聾人教育法。19世紀初，他造訪了 Epée 在巴黎的學校，說服了該校一名老師羅倫·克雷克跟他回美國。1817年，他們兩人在康乃狄克州哈特福開辦了美國聾啞人院（現為美國聾人學校 （页面存档备份，存于）），向美國失聰學生教導手語。
各種歷史因素在該校融和，美國手語應運而生。該校許多學生都是從瑪莎葡萄園而來，並將他們自己的手語，跟克雷克的古法國手語混合使用；其他學生也帶來他們原居地的手語或「家庭手勢」。毫無疑問，學校裡的學生也自創了不少詞彙；如果北美原住民手語真的對美國手語帶來影響，應該也在當時吸納入美國手語當中。
由於法國手語對該校早期的影響很大，現代美國手語的辭彙，有六成跟法國手語相同；而美國手語和英國手語則是幾乎完全不一樣。
這所為聾人而設的公立學校畢業的學生，繼續將美國手語發揚光大。許多畢業生陸續在各個州開辦聾人學校，把高立德和克雷克的教育法傳授給不同的人，並致力伸展該手語，及予以標準化。不過正如其他語言，美國手語也有地域性特色。
美國手語訂立後，於19世紀後期，口語主義者與手語主義者展開激烈的爭論，其中包括了不少德高望重的名人，如亞歷山大·格拉漢姆·貝爾。口語主義者贏得不少爭論；有很長一段時間，社會及學校裡都壓制了手語的使用。很多人甚至不把手語當成一種語言。這種情況在1955年有所改變，當時一名英文教授威廉·史托科在高立德大學受聘後，開始對美國手語著迷，並積極研究。後來，他在語言學期刊裡發表了美國手語的詳盡語言學分析，成功說服了學術界把美國手語視為自然語言。
美國手語一直在發展；今天美國手語陸續增加各種手勢，以趕上日新月異的科技發展。

## 特色
美國手語是自然語言，已經由威廉·史托科證實，並受語言學者認同。這種手語利用手勢、動作及面部表情表達意思，常用於美國及加拿大的聾人及弱聽人口。

### 形像性
儘管手勢看來能明確表達意思，事實上手勢表達的概念也能像口語一樣抽象。例如，健聽小孩有時會用「你」一字去表示自己，因為他人都是用「你」來稱呼他們；習得「你」手勢（用食指指著對方）的小孩也會犯同樣錯誤──指著他人來表示自己──這顯示了美國手語中，指點般明確的手勢，也可以跟口語詞彙一樣抽象。
不過，Edward Klima 及 Ursula Bellugi 對「手勢能自我解釋」的一般理論有不同看法，他們把手勢分成三組：
- 透明：非手語使用者通常能正確猜出其涵義
- 半透明：非手語使用者經解釋後能明白其涵義
- 不透明：非手語使用者無法猜出其涵義

Klima 與 Bellugi 用美國手語作分類；然而非手語使用者根本無法了解流利而連續的手語，大部分手勢都是不透明的，「手勢能自我解釋」的理論也因此被推翻。
（「透明」手勢通常表達在美國手語創立後才流通的詞語，不過這情形也有例外。）

### 文法
美國手語利用空間位置、動作、及上下文去表示文法。例如：
- 如果手語使用者打了一個名詞的手勢後，指向某一點，他稍後能再指向該點去表示原來的名詞，這種方法被稱為「設立」。比方說，你在論及住在紐約阿爾巴尼的祖母後，用手指向你右肩膀的一處；當你再次談論她的時候，無須再打「祖母」的手勢，而只需要指向你右肩膀的同一點即可。
- 如果想加強動詞或形容詞的語氣（例如把「冷靜」說為「非常冷靜」），手語使用者會調整打手勢的方式，先強硬保持手掌的姿態，然後再迅速完成該手勢；另一種方式是特意放慢手勢的速度，以突顯它的重要性或程度。
- 翹起眉頭表示「是非」問題。而皺眉則表示「何事」問題，需要答題者提供更多資訊；用文字表達的話，按情形解作「何人」、「何事」、「何時」、「何地」、「為何」、「如何」等。
- 像某些口語（如漢語），美國手語交談時少用系動詞（「be」等）。要打“We are going to the store tomorrow.”（我們明天去商店）一句的手勢，美國手語可以打成：
  - 我們 去 明天 商店
  - 明天 商店 我們 去
  - 商店 我們 去 明天
- 個別美國手語使用者不會用「因為」一詞，而會把句子分為問題與答案。比方說：「我喜歡吃義大利麵，因為我是義大利人」一句，可能會打成「我喜歡吃義大利麵，為甚麼？我是義大利人。」雖然「因為」一詞的手勢已經比較多人使用，但是分拆式的表達方式到現在依然通用。
- 有些手勢可以根據上下文在不同地方使用；「痛楚」的手勢（兩根食指互指，先互相推近，然後互相移開）可以打在腿旁，意指腿部的痛楚。
- 面部表情在美國手語裡扮演重要的角色。要打「憤怒」的手勢，手語使用者的臉上也要有憤怒的神情。如果打手語時不用表情，就像使用口語的人說話時，只用一個聲調一樣乏味。

## 書寫方式
美國手語經常以全部字母大寫的英語詞來表示，不過這種書寫方式因為不能表達手語的微妙之處而顯得十分粗糙；美國手語與英語之間沒有一對一的翻譯，手語裡的屈折形式在翻譯成英語時大有失色。
要真正書寫美國手語，有兩種方式：威廉·史托科發展出一套音位字母，加上一套區別符號去表示每種手形、動作及位置（不過還不能表達面部表情）；另外有一種叫手語書寫體的書寫方式，利用抽象圖形表示每個手勢的各種型態。手語書寫體常見於聾人學生報等刊物裡。

## 「嬰兒手語」
主條目：嬰兒手語
近年研究發現美國手語對健聽兒童的智力有正面影響。從嬰兒期被教授手語的孩子，在未發展出說話能力時，父母就能提早跟他們溝通，這可能加速了兒童的語言與認知能力的發展。
不過，尚未能說話的小孩，往往也未有充分的手部協調去打美國手語，使用較簡單手形和動作的「嬰兒手語」應運而生。

## 靈長目動物與美國手語
據說，美國手語也曾傳授給黑猩猩、巴諾布猿及大猩猩等動物，某些動物更據稱能使用超過一百種手勢；不過對於靈長目動物能否掌握手語，各界還沒有一致認同。當華秀研究隊伍邀請動物管理員觀察並列出華秀猩猩使用的手語時，健聽人員提交了長長的列表，不過管理員中的唯一一位聾人，使用美國手語作母語的管理員所提交的列表卻空白一片。她解釋說，華秀並沒有真正打出手語，牠打的只是簡單手勢。而可可與華秀的研究人員拒絕與科學界分享研究數據，更煽動了不少爭議。目前，語言學家並不接納非人類靈長目動物能習得美國手語或其他語言的理論；儘管如此，猿類動物學習手語的研究仍在繼續中，偶而也會被媒體報導。